# Hugh Walter McElroy
Hugh Walter McElroy (Liverpool, 28 oktober 1874 – Noordelijke Atlantische Oceaan, 15 april 1912) was de purser van de RMS Titanic, die omkwam toen dat schip verging in 1912. 

## Levensloop
Hugh Walter McElroy was de zoon van Richard en Jessie McElroy. Zijn ouders hadden nog drie andere kinderen. Zijn familie was katholiek. In 1890 ging hij op 16-jarige leeftijd een opleiding volgen bij de katholieke orde "Canons Regular of the Lateran". Hier studeerde hij voor priester. Hij kwam er echter in de volgende twee jaar achter dat hij toch niet geschikt was voor het priesterschap. Daarom verliet hij de opleiding in 1892.
Daarna ging hij dezelfde opleiding volgen die zijn vader ook gevolgd had; hij ging werken bij koopvaardij. Bij de koopvaardij volgde hij een opleiding voor purser. Zodra hij was afgestudeerd, trad McElroy in dienst bij de White Star Line. Het eerste schip waarop hij werkte was de "Cymric". Hij voer met deze schepen tijdens de Tweede Boerenoorlog. Voor zijn verrichtingen tijdens deze oorlog werd hij onderscheidden met de "Transport Medal". Na de Boerenoorlog was McElroy werkzaam op de Majestic en de Adriatic, onder leiding van kapitein Smith.
In 1910 trouwde McElroy met Barbara Mary Ennis.  
In 1911 werd hij overgeplaatst naar de Olympic, samen met een zekere O'Loughlin. Na een half jaar werd hij overgeplaatst naar de RMS Titanic. Toen de Titanic verging, kwam McElroy om het leven.